# Ryōzen
Ryōzen (良暹; fl. XI secolo) è stato un monaco buddista e poeta giapponese waka del medio periodo Heian.

## Biografia
La sua origine e la sua storia personale sono quasi del tutto sconosciute, ma si pensa sia vissuto tra il 998 e il 1064. Fu un monaco della scuola tendai sul monte Hiei, servì anche come bettō (別当, amministratore) nel santuario di Yasaka (八坂神社 Yasaka-jinja) a Gion, poi si ritirò a Ōhara e risiedette a  Unrin'in (雲林院) durante i suoi ultimi anni. Sembra che morì durante l'era Kōhei (1058 - 1065) all'età di circa 65 anni.

## Poesia
Era in rapporti amichevoli con i poeti Kamo no Shigesuke, Tsumori no Kunimoto, Tachibana no Tamenaka e il monaco Soi. Tra il 1038 e nel 1041 partecipò a un uta-awase (concorsi di poesia waka).
Si dice che abbia compilato un'antologia personale di poesie waka chiamata Ryōzen Dashū (良暹打聞) ma non è più disponibile.
Trentuno sue poesie furono incluse in antologie imperiali dal Goshūi Wakashū in poi. Una delle sue poesie fu inclusa nell'Ogura Hyakunin Isshu di Fujiwara no Teika:
(Hyakunin Isshu n.70)